# Зенитные ракетные войска Российской Федерации
Зенитные ракетные войска, Зенитно-ракетные войска — род войск Воздушно-космических сил Российской Федерации (ВКС России), структурно входит в состав Войск ПВО-ПРО и ВВС ВКС России.
ЗРВ предназначены для защиты важнейших объектов страны и группировок войск от ударов воздушного противника.
Сокращённое наименование — ЗРВ.

## Историческая справка
ЗРВ являются зенитной артиллерией. Введены в строй директивой начальника Генштаба ВС СССР от 8 июля 1960 года, которая ввела штат Управления главнокомандующего Войсками ПВО, где была определена должность командующего ЗРВ ПВО.
Первые зенитные ракетные формирования в ВС СССР были сформированы в 1952 году, а в системе противовоздушной обороны города-героя Москвы они были сформированы в 1953 году.
Первый бой зенитные ракетчики приняли 1 мая 1960 года, когда ЗРК С-75 «Двина», стоящим тогда на вооружении ЗРВ ВПВО страны, был сбит американский самолёт-разведчик У-2 (Lockheed U-2) под управлением лётчика ВВС ВС США Ф. Пауэрса, в небе над Свердловском.
В ВС СССР войска ПВО были представлены зенитными артиллерийскими полками (зенап) и зенитными ракетными полками (зрп). С насыщением войск зенитными ракетными комплексами (ЗРК) в 1970-х — 1980-х годах произошло полное замещение зенап на зрп. Организационно зенап и зрп состояли из штаба, два — 4 дивизионов, технической батареи (технического дивизиона), роты материального обеспечения, ремонтной роты, батареи управления и радиолокационной разведки. Дивизион в составе зенап состоял из двух — трёх зенитных артиллерийских батарей (зенбатр). Техническая батарея (дивизион) — это вспомогательное подразделение по поддержанию в технической исправности ЗРК и РЛС. Дивизион в составе зрп состоял из двух — трёх зенитных ракетных батарей (зрб).
Существовали штатные структуры зрп, в составе которых не было дивизионов, а полк состоял непосредственно из зрб и подразделений боевого и тылового обеспечения. К примеру, 1415-й зенитный ракетный полк, боевую основу которого составляли 5 зрб.
Кроме зенап и зрп в составах дивизий, в составе каждого военного округа или группы войск имелись зрп, на вооружении которых были ЗРК повышенной дальности действия. Подобные зрп выполняли боевую задачу по постоянной противовоздушной обороне городов, промышленных и военных объектов, воздушного пространства СССР в выделенных зонах ответственности. По сути это были полки с неизменной дислокацией. Ракетные батареи в составе таких зрп именовались стартовыми батареями.
Численный состав зенап и зрп — от 450 до 550 человек личного состава.

… формирующийся 102 зрп имел численность личного состава 525 человек, вместо 487, что имел по штату зенитный артиллерийский полк С-60…— 184-й учебный зенитный ракетный центр: годы и люди

## Значение ЗРВ в системе ПВО
ЗРВ составляют основную огневую силу системы противовоздушной обороны (ПВО) и вооружены ЗРК и зенитными ракетными системами (ЗРС) различного назначения, обладающими большой огневой мощью и высокой точностью поражения средств воздушного нападения противника.

## Боевой состав ЗРВ

### ЗРК дальнего действия(свыше 200 км)
С-400 или «Триумф», дальность до 400 км, на вооружении ЗРВ с 2007 года — до настоящего времени
С-300ПМУ2 или «Фаворит», дальность до 300 км, на вооружении ЗРВ с 1997 года — до настоящего времени
К 2020 году планируется полностью сменить парк вооружений дальнего действия на ЗРК С-500 «Прометей» и ЗРК С-400 «Триумф»[обновить данные].

### ЗРК средней дальности(до 200 км)
С-300ВМ или «Антей», дальность до 200 км, на вооружении ЗРВ с 2013 года — до настоящего времени
С-300ПМУ1 или «Фаворит», дальность до 200 км, на вооружении ЗРВ с 1993 года — до настоящего времени
К 2020 году планируется полностью сменить парк вооружений средней дальности на ЗРК С-350 «Витязь» и ЗРК С-300ВМ или «Антей»[обновить данные].

### ЗРК малой дальности(до 50 км)
Бук-М2, дальность до 50 км, на вооружении ЗРВ с 2008 года — до настоящего времени
Бук-М1-2, дальность до 40 км, на вооружении ЗРВ с 1998 года — до настоящего времени
К 2020 году планируется полностью сменить парк вооружений малой дальности на ЗРК Бук- М3 и ЗРК Бук-М2[обновить данные].

### ЗРК ближнего действия(до 10 км)
Панцирь-С1, дальность ракетного вооружения до 20 км, дальность пушечного вооружения до 4 км, на вооружении ЗРВ с 2009 года — до настоящего времени
Тор-М2, дальность до 15 км, на вооружении ЗРВ с 2008 года — до настоящего времени
Тор-М1-2, дальность до 15 км, на вооружении ЗРВ с 2007 года — до настоящего времени
Тунгуска-М1, дальность ракетного вооружения до 10 км, дальность пушечного вооружения до 4 км, на вооружении ЗРВ с 2003 года — до настоящего времени
Тунгуска-М, дальность ракетного вооружения до 10 км, дальность пушечного вооружения до 4 км, на вооружении ЗРВ с 1992 года — до настоящего времени
Стрела-10М4, дальность до 5 км, на вооружении ЗРВ с 1990 года — до настоящего времени
Стрела-10М3, дальность до 5 км, на вооружении ЗРВ с 1989 года — до настоящего времени
Стрела-10М2, дальность до 5 км, на вооружении ЗРВ с 1981 года — до настоящего времени
Оса-АКМ, дальность до 10 км, на вооружении ЗРВ с 1980 года — до настоящего времени
К 2020 году планируется полностью сменить парк вооружений ближнего действия на ЗРК Морфей-М1, ЗРК Панцирь-С1, ЗРК Тор-М2, ЗРК Тор-М1-2, ЗРК Сосна-Р1 и ЗРК Тунгуска-М1[обновить данные].

## Структурная принадлежность ЗРВ
В ВС Российской Федерации ЗРВ находятся в составе Войск ПВО-ПРО и ВВС Воздушно-космических сил России.

## Состав[5]
| № | № в/ч | Полк | Дивизия | Армия | Округ | Вооружение | Местоположение | Образована | Награды | Прим. |
| - | ----- | ---- | ------- | ----- | ----- | ---------- | -------------- | ---------- | ------- | ----- |

В 2017—2019 годах планируется сформировать два зенитно-ракетных полка ВКС близ Красноярска и на Сахалине.

## Командующие ЗРВ
- Начальник ЗРВ ВВС ВС России в 2000—2008 годах — генерал-лейтенант Горьков Александр Юрьевич.
- Начальник ЗРВ ВВС ВС России в 2008—2011 годах — генерал-майор Попов Сергей Владимирович.
- Начальник ЗРВ ВВС ВС России с 2011 года — генерал-лейтенант Гуменный Виктор Васильевич.
- Начальник ЗРВ ВКО ВС России с 2011 года — генерал-лейтенант Иванов Валерий Валентинович.
- Начальник ЗРВ Командования Войсками противовоздушной и противоракетной обороны ВКС России с 2016 года — генерал-майор Бабаков Сергей Викторович.